# محمد اسلامی
محمد اسلامی ورنامخواستی (زادهٔ ۱ مهر ۱۳۳۵) نظامی و سیاستمدار ایرانی است که در دولت سیزدهم و دولت چهاردهم به‌عنوان معاون رئیس‌جمهور و رئیس سازمان انرژی اتمی ایران فعّالیت می‌کند. وی در دولت دوازدهم از سال ۱۳۹۷ تا ۱۴۰۰ سمت وزیر راه و شهرسازی را برعهده داشت.
وی دانش‌آموخته مهندسی راه و ساختمان از دانشگاه دیترویت میشیگان آمریکا در سال ۱۳۵۸ در مقطع کارشناسی و همچنین کارشناسی ارشد مهندسی راه و ساختمان از دانشگاه اوهایو آمریکا در سال ۱۳۶۰ و ام‌بی‌ای مدیریت جهانی هوانوردی مشترک دانشگاه رویال رودز کانادا و دانشگاه شریف در سال ۱۳۸۳ است.

## وزارت راه و شهرسازی
وی در تاریخ ۲۸ مهر ۱۳۹۷ به دنبال استعفای عباس آخوندی وزیر وقت راه و شهرسازی، از سوی حسن روحانی به عنوان سرپرست وزارت راه و شهرسازی معرفی شد. او در تاریخ ۵ آبان ۱۳۹۷ پس از معرفی رئیس‌جمهور به مجلس شورای اسلامی و رأی اعتماد توسط نمایندگان، به عنوان سومین وزیر راه و شهرسازی ایران انتخاب شد.

## سازمان انرژی اتمی
اسلامی در تاریخ ۷ شهریور ۱۴۰۰ از سوی سید ابراهیم رئیسی به سمت معاون رئیس‌جمهور و رئیس سازمان انرژی اتمی ایران در دولت سیزدهم منصوب شد و در تاریخ ۲۰ مرداد ۱۴۰۳ از سوی مسعود پزشکیان به سمت معاون رئیس‌جمهور و رئیس سازمان انرژی اتمی ایران در دولت چهاردهم ابقا شد.

## سوابق اجرایی
اسلامی به عنوان رئیس مؤسسه آموزش و تحقیقات صنایع دفاعی، در سال ۲۰۰۸ بر اساس قطعنامه ۱۸۰۳ شورای امنیت به دلیل دست داشتن در برنامه هسته‌ای ایران تحت تحریم قرار گرفت. متعاقباً اتحادیه اروپا هم او را به دلیل درگیر بودن در برنامه هسته ای یا موشک‌های بالستیک ایران تحت تحریم قرار داد.
- معاون مهندسی و طرح‌های توسعه سازمان صنایع دفاع بزرگ از ۱۳۶۶ تا ۱۳۷۴
- مدیرعامل شرکت هواپیماسازی ایران از ۱۳۸۲ تا ۱۳۷۴
- قائم‌مقام سازمان صنایع هوافضا از ۱۳۸۳ تا ۱۳۸۴
- رئیس مؤسسه آموزشی و تحقیقاتی صنایع دفاعی از ۱۳۸۳ تا ۱۳۸۶
- معاون امور صنعتی و تحقیقاتی وزارت دفاع از ۱۳۸۶ تا ۱۳۹۳
- معاون مهندسی و پدافند غیرعامل وزارت دفاع و هم‌زمان دبیر ستاد توسعه سواحل مکران از سال ۱۳۹۳ تا ۱۳۹۶
- عضو شورای برنامه‌ریزی بنیاد مستضعفان به مدت ۳ سال
- عضو ستاد مرزهای کشور (وزارت کشور) به مدت ۴ سال
- عضو ستاد بحران کشور و کمیته دائمی سازمان پدافند غیرعامل از سال ۹۳ تاکنون
- عضو شورای عالی هواپیمایی کشور از سال ۸۸ تاکنون
- عضو شورای عالی معماری و شهرسازی ایران از سال ۹۳ تاکنون
- عضو کمیته ملی مقابله با ریزگردها از سال ۹۳ تاکنون
- عضو هیئت امنای دانشگاه صنعتی اصفهان و شهرک علمی و تحقیقاتی اصفهان از سال ۱۳۸۲ تا ۱۳۸۵
- عضو گروه‌های مطالعاتی پژوهش محور دوره‌های دکتری به‌عنوان استاد راهنما در دانشگاه عالی دفاع ملی از سال ۹۳ تاکنون
- مدرس دانشگاه صنعتی مالک اشتر از سال ۹۵ تاکنون
- رئیس هیئت مدیره شرکت ملی ساختمان وابسته به بنیاد مستضعفان از سال ۱۳۹۰ تا ۱۳۹۱
- رئیس هیئت مدیره شرکت عمران و مسکن ایران از سال ۱۳۹۱ تا ۱۳۹۵
- عضو انجمن هوافضا ایران
- استاندار مازندران از سال ۱۳۹۶ تا ۱۳۹۷
- وزیر راه و شهرسازی از سال ۱۳۹۷ تا ۱۴۰۰
- رئیس سازمان انرژی اتمی ایران از سال ۱۴۰۰ تاکنون